# .az
.az is het achtervoegsel van domeinnamen in Azerbeidzjan. .az-domeinnamen worden uitgegeven door Azerbaijan Communications, dat verantwoordelijk is voor het topleveldomein 'az'. Bij .az-domeinnamen worden second-leveldomeinnamen gebruikt, zoals: com.az, net.az, int.az, gov.az, org.az, .edu.az, .info.az, .pp.az, .mil.az, .name.az, pro.az and biz.az.